# Letnie Mistrzostwa Finlandii w Skokach Narciarskich 2018
Letnie Mistrzostwa Finlandii w skokach narciarskich 2018 – zawody rozgrywane o mistrzostwo Finlandii na igelicie. Pierwszy etap, podczas którego rywalizowali juniorzy został rozegrany na kompleksie skoczni Salpausselkä w Lahti dnia 11 sierpnia 2018 roku, natomiast druga część zawodów odbyła się w dniach 6–7 października 2018 w tym samym mieście.
Mistrzem juniorów w kategorii mężczyzn został Jonne Veteläinen wygrywając z przewagą ponad dziesięciu punktów. Srebrny medal wywalczył Arttu Pohjola, który był autorem najdalszego skoku w pierwszej serii wynoszącego 97 metrów. Podium zawodów uzupełnił Otto Niittykoski, który w zawodach sklasyfikowany został na miejscu czwartym, lecz ze względu na narodowość przyznany mu został brązowy medal. W zawodach udział wzięło szesnastu zawodników, a w tym trzech reprezentantów Estonii.
Wśród juniorek złoto zdobyła Julia Tervahartiala, która zdobyła przewagę przeszło trzydziestu punktów nad drugą lokatą, którą zajęła reprezentantka Estonii Triinu Hausenberg. Srebrny medal zdobyła Annamarija Oinas sklasyfikowana w zawodach dopiero na czwartej pozycji. Brązowy medal otrzymała uplasowana na ostatnim miejscu Vilma Meis. Łącznie na starcie pojawiło się sześć zawodniczek, gdzie połowę obsady stanowiły Estonki.
Podczas drugiej części rywalizacji zostały rozegrane konkursy na skoczniach HS100 i HS130. Pierwszego dnia odbył się konkurs drużynowy, w którym zwyciężyła drużyna Puijon Hiihtoseura. Drugiego dnia zawodów rozegrano konkursy indywidualne kobiet i mężczyzn, w których złote medale zdobyli Susanna Forsström i Antti Aalto.

## Wyniki

### Juniorzy
| Msc.  | Zawodnik             | Klub                   | I seria | II seria | Punkty |
| ----- | -------------------- | ---------------------- | ------- | -------- | ------ |
| 1.    | Jonne Veteläinen     | Kuusamon Erä-Veikot    | 87,0 m  | 92,0 m   | 220,0  |
| 2.    | Arttu Pohjola        | Lahden Hiihtoseura     | 97,0 m  | 78,0 m   | 209,5  |
| –     | Ivo Niklas Hermanson | EST                    | 86,0 m  | 86,0 m   | 203,0  |
| 3.    | Otto Niittykoski     | Ylistaron Kilpa-Veljet | 83,0 m  | 86,5 m   | 199,5  |
| 4.    | Perttu Reponen       | Kiteen Urheilijat      | 78,0 m  | 91,0 m   | 195,5  |
| 5.    | Tuomas Kinnunen      | Lahden Hiihtoseura     | 82,0 m  | 74,5 m   | 172,5  |
| 6.    | Onni Kasperi Sivén   | Lahden Hiihtoseura     | 73,5 m  | 80,0 m   | 161,5  |
| –     | Markkus Alter        | EST                    | 79,0 m  | 74,0 m   | 156,5  |
| 7.    | Rasmus Ähtävä        | Lahden Hiihtoseura     | 82,5 m  | 67,5 m   | 154,0  |
| 8.    | Tatu Voutilainen     | Puijon Hiihtoseura     | 80,5 m  | 70,5 m   | 153,0  |
| . . . |                      |                        |         |          |        |

| Msc. | Zawodniczka         | Klub                   | I seria | II seria | Punkty |
| ---- | ------------------- | ---------------------- | ------- | -------- | ------ |
| 1.   | Julia Tervahartiala | Lahden Hiihtoseura     | 56,0 m  | 61,0 m   | 193,1  |
| –    | Triinu Hausenberg   | EST                    | 53,0 m  | 53,5 m   | 160,9  |
| –    | Annemarii Bendi     | EST                    | 53,0 m  | 51,0 m   | 154,4  |
| 2.   | Annamaija Oinas     | Taivalkosken Kuohu     | 49,0 m  | 53,0 m   | 150,1  |
| –    | Carena Roomets      | EST                    | 39,0 m  | 39,5 m   | 83,7   |
| 3.   | Vilma Meis          | Siilinjärven Ponnistus | 38,0 m  | 40,0 m   | 82,5   |

### Seniorzy
| Msc.  | Zawodnik         | Klub                    | I seria | II seria | Punkty |
| ----- | ---------------- | ----------------------- | ------- | -------- | ------ |
| 1.    | Antti Aalto      | Kiteen Urheilijat       | 131,0 m | 113,0 m  | 248,6  |
| 2.    | Jarkko Määttä    | Kainuun Hiihtoseura     | 124,0 m | 118,5 m  | 246,9  |
| 3.    | Andreas Alamommo | Ounasvaaran Hiihtoseura | 125,0 m | 117,0 m  | 246,5  |
| 4.    | Eetu Nousiainen  | Puijon Hiihtoseura      | 128,5 m | 104,0 m  | 225,4  |
| 5.    | Niko Kytösaho    | Lahden Hiihtoseura      | 118,0 m | 108,0 m  | 210,7  |
| 6.    | Kalle Heikkinen  | Kuusamon Erä-Veikot     | 111,5 m | 105,0 m  | 193,6  |
| 7.    | Henri Kavilo     | Puijon Hiihtoseura      | 111,0 m | 102,0 m  | 183,3  |
| 8.    | Juho Ojala       | Kuusamon Erä-Veikot     | 106,5 m | 101,5 m  | 174,3  |
| 9.    | Elias Vänskä     | Lieksan Hiihtoseura     | 111,0 m | 97,0 m   | 173,3  |
| 10.   | Eetu Meriläinen  | Jyväskylän Hiihtoseura  | 96,0 m  | 100,0 m  | 150,2  |
| . . . |                  |                         |         |          |        |

| Msc. | Zawodniczka         | Klub                    | I seria | II seria | Punkty |
| ---- | ------------------- | ----------------------- | ------- | -------- | ------ |
| 1.   | Susanna Forsström   | Lahden Hiihtoseura      | 85,5 m  | 84,0 m   | 200,0  |
| 2.   | Julia Tervahartiala | Lahden Hiihtoseura      | 82,0 m  | 84,5 m   | 192,0  |
| 3.   | Jenny Rautionaho    | Ounasvaaran Hiihtoseura | 82,0 m  | 78,5 m   | 177,0  |

### Drużynowo

#### Mężczyźni – 6 października 2018 – HS130
| 1.    | Puijon Hiihtoseura                      | Ilkka Herola Eetu Nousiainen Henri Kavilo Jesse Pääkkönen      | 832,5 |
| 2.    | Ounasvaaran Hiihtoseura                 | Olli Salmela Wille Karhumaa Waltteri Karhumaa Andreas Alamommo | 792,5 |
| 3.    | Lieksan Hiihtoseura + Tampereen Pyrintö | Janne Korhonen Niko Löytäinen Ville Korhonen Elias Vänskä      | 764,5 |
| . . . |                                         |                                                                |       |